# تينا أندرسون
تينا أندرسون (بالإنجليزية: Tina Anderson)‏ هي كاتبة قصص مصورة أمريكية، ولدت في 7 يناير 1971.

## وصلات خارجية
- الموقع الرسمي